# اکوانگرا سرمونس
اکوانگرا سرمونس (به ایتالیایی: Acquanegra Cremonese) یک سکونتگاه مسکونی در ایتالیا است که در استان کریمونا واقع شده‌است.

## خصوصیات
اکوانگرا سرمونس ۹٫۲ کیلومترمربع مساحت و ۱٬۲۳۲ نفر جمعیت دارد و ۴۵ متر بالاتر از سطح دریا واقع شده‌است.